# فرودگاه اینز راجالی
فرودگاه اینز راجالی (به انگلیسی: INS Rajali) یک فرودگاه است که یک باند فرود آسفالت بتن دارد و طول باند آن ۴۱۰۳ متر است. این فرودگاه در کشور هند قرار دارد و در ارتفاع ۸۱ متری از سطح دریا واقع شده‌است.